# Margarita Nuez Farnos
Margarita Nuez Farnos (Foz-Calanda, Aragó, 1940) és una dissenyadora de moda nascuda a Aragó, però resident a Catalunya des dels dos anys.
Margarita Nuez va néixer a Foz-Calanda, però la seva família es va establir a Catalunya quan ella tenia dos anys. Va descobrir el món de la costura de la mà del sastre aragonès Joaquín Prades. Posteriorment, el 1964, va començar la seva trajectòria professional treballant amb moda infantil al costat de les seves germanes, professionals del sector amb una clientela estable a Barcelona. Tres anys més tard obriria el seu propi taller al carrer Arimon, accedint en només dos anys al sector del prêt-à-porter, amb un creixent èxit internacional. L'any 1973 va obrir la seva primera boutique, ubicada al carrer Ciutat de Balaguer.
La seva primera desfilada individual va tenir lloc l'abril de 1976 a l'Hotel Princesa Sofia de Barcelona. En veure els seus dissenys, Segismundo Alta, llavors president de la Cooperativa d'Alta Costura Espanyola, va convidar-la a participar en el proper Saló de la Moda Espanyola que tindria lloc a l'Hotel Ritz de Barcelona, fet que va promoure encara més els seus treballs.
Durant la dècada dels 80 va decidir, juntament amb altres professionals, fundar Modisseny, una iniciativa per mostrar les col·leccions dels dissenyadors barcelonins que va durar dos anys però que sentà les basses de la futura Passarel·la Gaudí. També va incrementar la seva activitat a nivell internacional. El 1983 va obrir el seu segon punt de venda, aquesta vegada al carrer Bertrand i Serra. Promotora del sector, l'any 1987 va promoure l'exposició Espanya: 50 anys de moda que va tenir lloc al Palau de la Virreina. Seria la primera de diverses exposicions arreu del món difonent la moda catalana. A finals dels anys 80 va ampliar el negoci obrint uns tallers de producció a Esplugues de Llobregat, i creant les marques de prêt-à-porter MN, amb gran èxit a Itàlia, Bèlgica i Canadà, i vivíssima European Look, que s'obrirà al mercat japonès. El 1990 crearia l'empresa Tricia, dedicada també al prêt-à-porter. Els seus dissenys s'han venut a establiments dels Estats Units, Japó, Noruega i Austràlia, i han sigut presentades a desfilades a Nova York, Buenos Aires, Osaka, Bordeus i Mèxic. Una de les seves clientes és la reina Sofia d'Espanya des de 1985. Algunes de les seves creacions formen part de les col·leccions del Museu del Disseny, a Barcelona, i de la col·lecció tèxtil Antoni de Montpalau, a Sabadell. L'any 2005 la Generalitat de Catalunya li va atorgar la Creu de Sant Jordi. L'Estat espanyol li va concedir l'Encomana d'Isabel la Catòlica el 2008, atorgada pel rei d'Espanya, Joan Carles I.

## Exposicions rellevants
- Espanya: 50 anys de moda, Palau de la Virreina (Barcelona, 1987-1988)
- 17 autors, Centre Cultural Tecla Sala (l'Hospitalet de Llobregat, 1993)
- Vestits nupcials, 1770-1998, Museu Tèxtil i de la Indumentària (Barcelona, 1998)
- Després del mirall, moda espanyola, Museu Nacional Centre d'Art Reina Sofia (Madrid, 2003), comissariada per Gonzalo Suárez;
- L'edat d'or de l'alta costura, Museu del Vestit (Madrid, 2010), Museu de Terol (Terol, 2010) i Sala d'Exposicions de la CAM (Alacant, 2012)
- Barcelona alta costura, Palau Robert (Barcelona, 2010-2011);
- Barcelona prêt-à-porter, 1958-2008. Mig segle d'indústria i moda, Palau Robert (Barcelona, 2013-2014)
- Catalunya és moda, de l'alta costura al prêt-à-porter, Espai Catalunya-Europa (Brussel·les, 2014).[2]

## Premis i reconeixements
- 1978 - Premi Galena de prêt-à-porter.
- 2008 - Encomana d'Isabel la Catòlica